# Йоаким Сгурос
Йоаким (на гръцки: Ιωακείμ) е гръцки духовник, митрополит на Вселенската патриаршия.

## Биография
Роден е на 13 май 1864 година в южното предградие на Хиос Като Варваси със светското име Параскева̀с-Периклѝс Сгуро̀с (Παρασκευάς-Περικλής Σγουρός). Учи на родния си остров и през септември 1880 година започва следването си в известната Халкинска семинария под покровителството на митрополит Йоаким Деркоски. На 24 юни 1887 година е замонашен под името Йоаким от архимандрит Герман Григорас и на 26 юни 1887 година е ръкоположен за дякон от митрополит Калиник Деркоски. Завършва семинарията на 5 юли 1887 година. На 9 януари 1888 година е назначен за втори дякон при Патриаршията. На 20 октомври 1888 година е избран за велик архидякон и ръкоположен на 6 ноември. На 12 август 1889 година е ръкоположен за свещеник от патриарх Дионисий V Константинополски, който го назначава за велик протосингел. На 11 януари 1890 година е избран и на 14 януари ръкоположен в катедралата „Свети Георги“ в Цариград за митрополит на Никопол и Превеза. Ръкополагането му е извършено от митгрополит Йероним Никейски в съслужение с митрополитите Герман Силиврийски, Дионисий Ксантийски, Паисий Имброски, Атанасий Сисанийски и Игнатий Литицки. Йоаким остава начело на тази митрополия само за една година, като владичеството му съвпада с въпроса за привилегиите и последващото затваряне на църкви и училища, по заповед на Високата порта. Йоаким реагира остро на нарушаването на правата на гръцката общност и хвърля в лицето на османския управител такрир за отваряне на църква.
На 1 август 1891 година Йоаким е избран за ксантийски и перитеорийски митрополит. В Ксанти Сгурос се бори с укрепващото българско църковно и просветно дело. От 25 ноември 1910 до смъртта си от сърдечен удар на 11 май 1912 година заема митрополитския престол в Солун. В Солун развива широка дейност. Дава 5000 златни турски лири за изграждането на централното девическо училище.